# Wake Forest (Karolina Północna)
Wake Forest – miasto w Stanach Zjednoczonych, w stanie Karolina Północna, w hrabstwie Wake.